# Kalnciems
Kalnciems (németül: Kalnzeem) falu Lettországban, 1991 és 2010 között város volt.

## Fekvése
Kalnciems a Lielupe partján, Rigától mindössze 50 km-re délnyugatra található.

## Története
Kalnciemsben született 1690-ben Ernst Johann von Biron, Kurföld és Zemgale utolsó uralkodója, I. Anna orosz cárnő kegyence, és Anna halálát követően 1740-ben az Orosz Birodalom régense.

## Kalnciems testvérvárosai
1. ↑  Vietvārdu datubāze: Informācija par Kalnciemu. The Latvian Geospatial Information Agency